# Santa Cruz Futebol Clube (Fortaleza)
Santa Cruz Futebol Clube é uma agremiação esportiva da cidade do Fortaleza, do estado de Ceará, fundada a 1 de abril de 1978. Tem como principal atividade, mas não única, o futebol.